# Marie Kasalická
Marie Kasalická (* 18. února 1944 Praha) je česká sochařka a designérka.

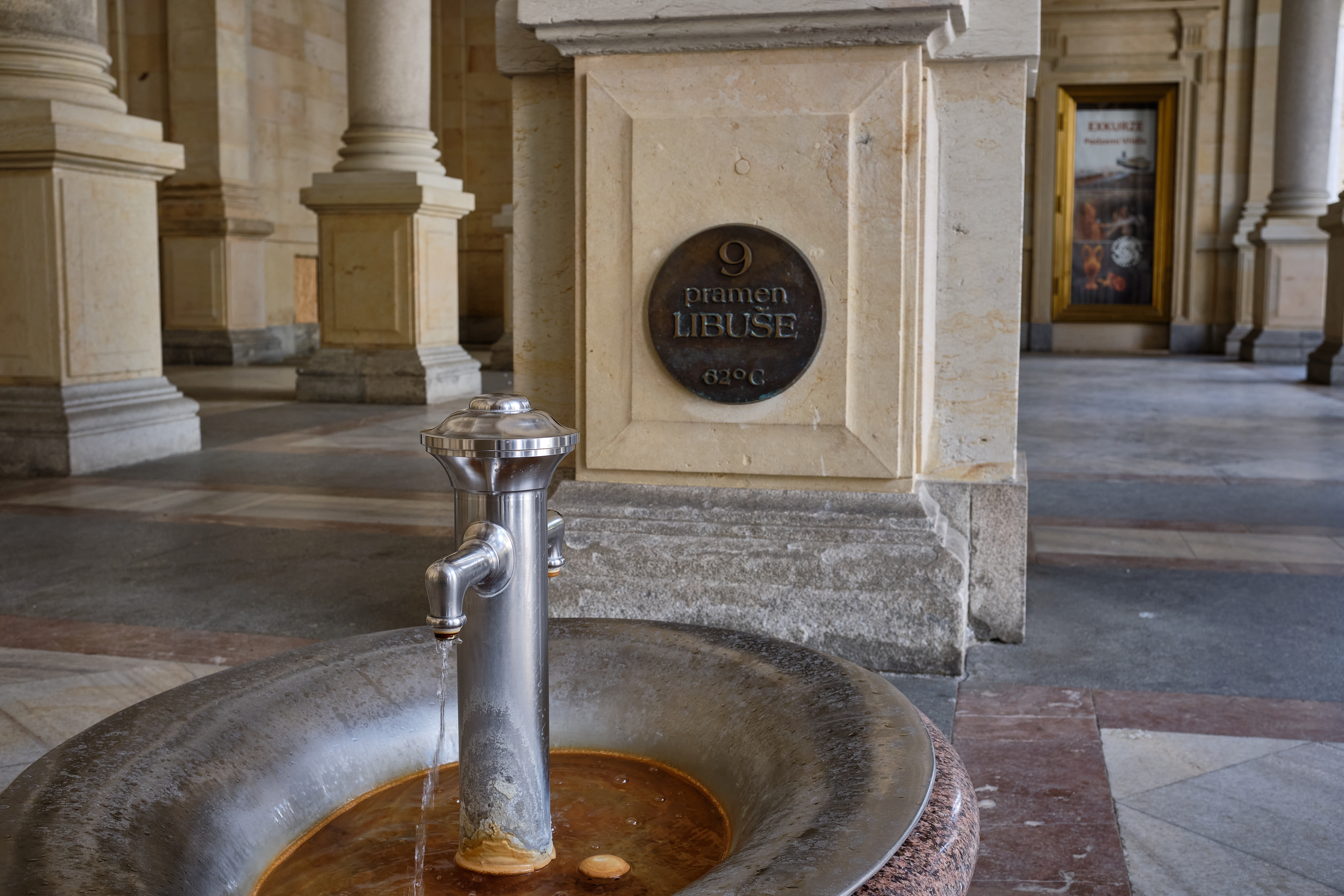
Označení minerálních pramenů v Karlových Varech

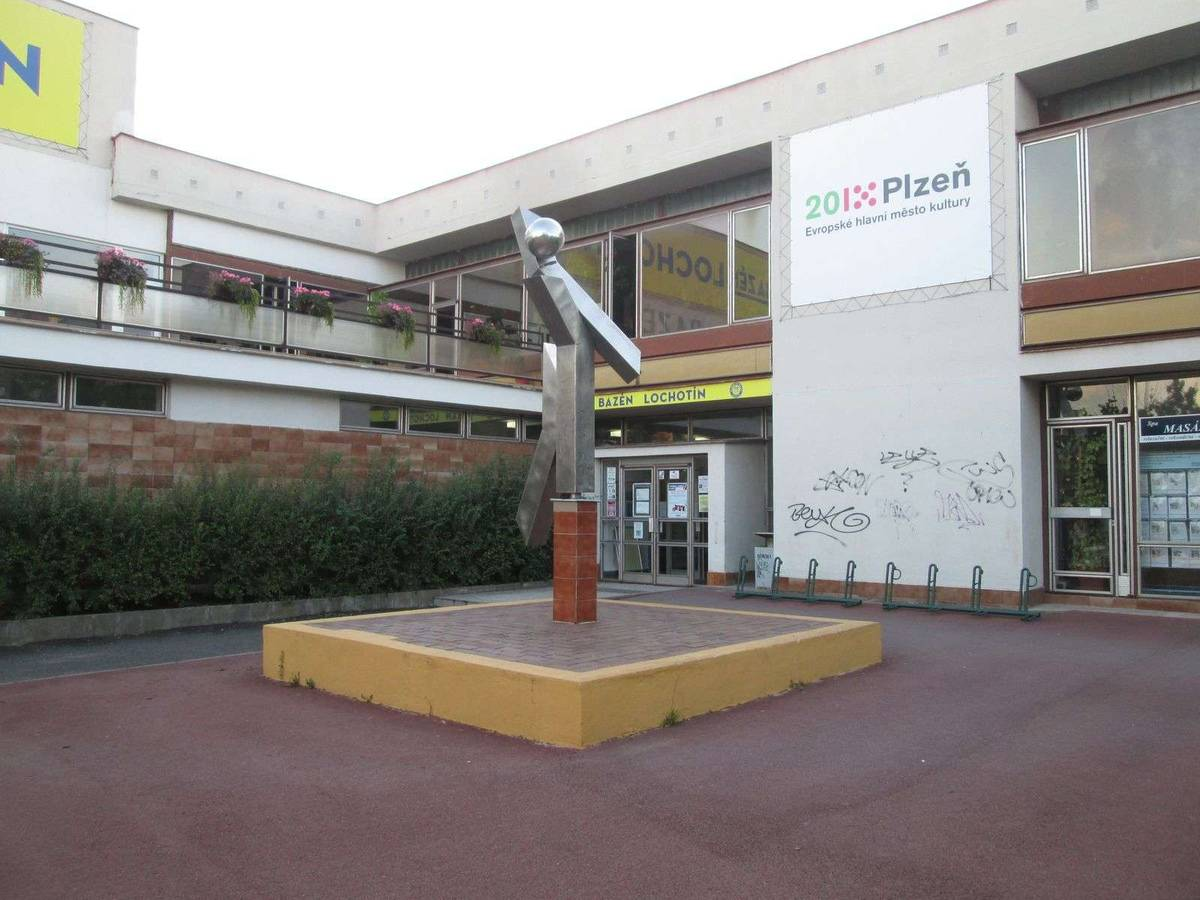
Symbol sportu a her

Marie Kasalická se narodila 18. února 1944 v Praze. V letech 1958–1962 studovala obor aranžérství a výstavnictví na Střední uměleckoprůmyslové škole v Praze. V roce 1968 vystudovala Vysokou školu uměleckoprůmyslovou se zaměřením na tvarování strojů a nástrojů, který se v té době vyučoval ve Zlíně. Stala se tak první ženou, která toto studium absolvovala celé. Poté kvůli umístěnce svého manžela přesídlila do Plzně. V roce 1969 absolvovala dvouměsíční studijní pobyt u firmy Iskra Kranj ve Slovinsku. V letech 1971–1976 působila jako projektantka v Ústavu hlavního architekta města Plzně, kde se věnovala návrhům výstavních expozic, grafickým prezentacím firem a návrhům interiérů. V roce 1990 byla krátce náměstkyní primátora města Plzně pro výstavbu, životní prostředí a kulturu. V letech 1999–2008 vyučovala dějiny umění, písmo a praxi na  soukromé škole v Mariánských Lázních.

## Dílo
- osvětlovadla v kavárně hotelu Ural (1971)
- plastika Symbol sportu a her (1983)
- označení minerálních pramenů v Karlových Varech (1986)
- osvětlovadlo pro středisko mládeže na Lochotíně – Bazén Lochotín (1978)
- orientační systém Státní banky Československé (1981)
- orientační systém v prodejně Luxus (1985)
- orientační systém Bazénu Slovany (1986)
- orientační systém Domu Kultury v Plzni (1986)
- označení Kadeřnictví MONA (1988)
- označení a emblém prodejny knihkupectví Moudrá sova (1989)
- osvětlovadlo prodejny OCÉ (1990)
- plastika Květ na hřbitově v Plzni – Doubravce (1994)
- plastika Lopatky turbín (1997)